# Altmark (nave)
La Altmark fu una petroliera tedesca, entrata in servizio il 14 novembre 1938 nella Kriegsmarine, al comando del capitano Heinrich Dau. Essa seguì come nave appoggio la corazzata tascabile tedesca Admiral Graf Spee durante la sua crociera nell'Oceano Atlantico, avvenuta nei primi mesi della seconda guerra mondiale, e, durante il suo rientro in patria, fu protagonista del cosiddetto "incidente dell'Altmark", quando, inseguita dal cacciatorpediniere inglese HMS Cossack, si rifugiò nel fiordo norvegese Jøssingfjord, venendo abbordata, il 16 febbraio 1940, dagli uomini dell'equipaggio della nave inglese, che liberarono i prigionieri che essa trasportava. Ribattezzata Uckermark, rientrò in servizio il 6 agosto 1940, venendo distrutta da un'esplosione accidentale il 30 novembre 1942.

## L'appoggio allaAdmiral Graf Spee

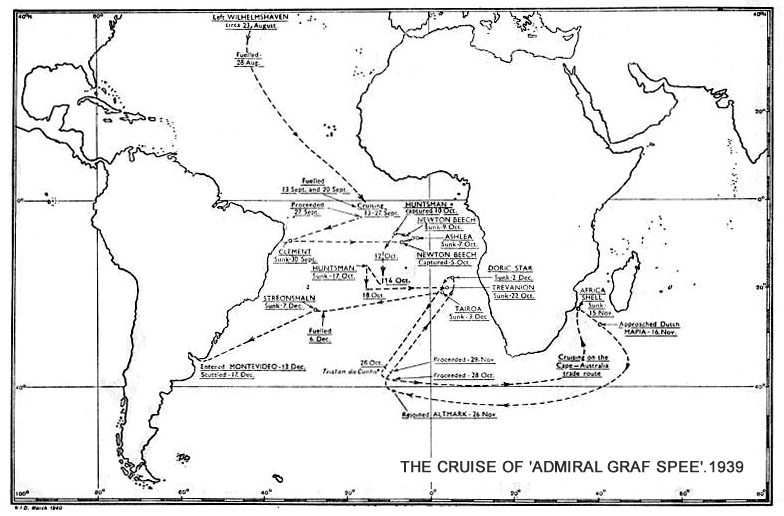
La crociera della corazzata tascabile Admiral Graf Spee, seguita come nave appoggio dallAltmark dal 21 agosto al 6 dicembre 1939

All'inizio di agosto del 1939 Hitler aveva ordinato al comandante della Kriegsmarine, il Großadmiral Erich Raeder, di dare il via alle cosiddette disposizioni previste dal piano di mobilitazione per le operazioni belliche nell'Oceano Atlantico e, allo scopo, le due petroliere Altmark e Westerwald avevano attraversato l'oceano facendo rotta verso Port Arthur in Texas per fare scorta di combustibile, imbarcando circa 10.000 tonnellate di nafta ognuna. Il giorno 21 la corazzata tascabile Admiral Graf Spee salpò dal porto di Wilhelmshaven, congiungendosi il 1º settembre, giorno di inizio della seconda guerra mondiale, in un punto prestabilito con la petroliera, per rifornimento di combustibile e di viveri.
L'Altmark seguì la corazzata durante la sua crociera, incontrandosi con essa una seconda volta, il 27 settembre, nei pressi dell'equatore, una terza, il 14 ottobre, nell'Atlantico meridionale, una quarta, il 28 ottobre, nei pressi di Tristan da Cunha, e una quinta, il 6 dicembre, al largo di Walvis Bay, per rifornirla e per trasbordare i prigionieri, marinai e sottufficiali che raggiunsero un totale di 299 uomini, delle navi nemiche, fermate e successivamente affondate dalla Admiral Graf Spee. Dopo quest'ultimo incontro la nave iniziò il viaggio di ritorno verso la Germania, con una rotta che prevedeva il passaggio tra le Isole Fær Øer e l'Islanda, e con il compito di rifornire i sommergibili che eventualmente avrebbe incontrato lungo il tragitto.

## L'incidente dell'Altmark

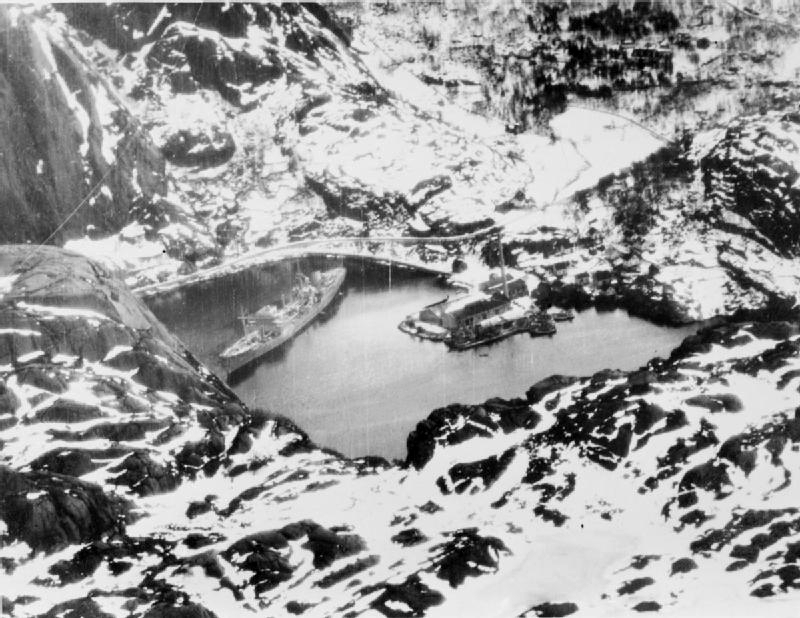
Fotografia scattata dalla ricognizione aerea inglese che scoprì lAltmark nello Jøssingfjord

L'Altmark, durante il viaggio di ritorno, fu avvistata il 14 gennaio da un ricognitore inglese mentre si trovava a nord est delle Isole Fær Øer, con una rotta presunta in direzione della Norvegia. Informato della scoperta il Primo Lord dell'Ammiragliato Winston Churchill dette immediatamente ordine ad una squadra di cacciatorpediniere di uscire alla sua ricerca, intercettarla, liberare i prigionieri e affondarla.

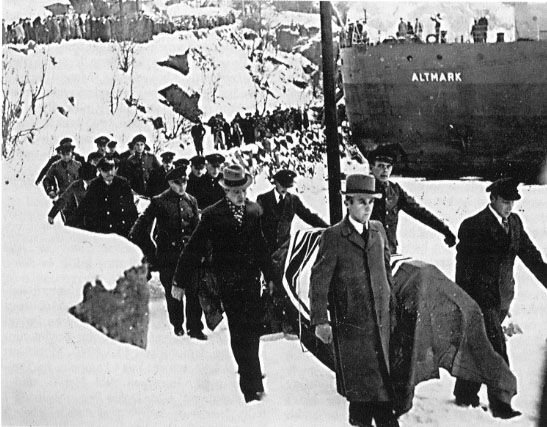
Lo sbarco delle salme dei marinai tedeschi, uccisi durante l'abbordaggio avvenuto il 16 febbraio 1940, per la sepoltura

La squadra, comandata dal capitano Philip Vian, che si trovava a bordo del HMS Cossack, seguì la rotta presunta dell'Altmark, raggiungendola nei pressi del limite delle acque territoriali della Norvegia, nazione che in quel momento si trovava in condizione di neutralità. Impossibilitata a fare rientro in Germania, data la maggiore velocità delle navi inglesi, si diresse all'interno dello Jøssingfjord, ritenendo che la posizione della Norvegia le avrebbe garantito protezione e libero passaggio secondo le convenzioni internazionali.
Le diplomazie di Germania e Inghilterra si rivolsero al Governo di Oslo, presentando le rispettive ragioni e i tedeschi accettarono la salita a bordo dell'Altmark, nel frattempo sorvegliata da due cannoniere norvegesi, delle autorità marittime locali che, ispezionata velocemente la nave, comunicarono che si trattava di "una petroliera disarmata e senza prigionieri a bordo" e che aveva ricevuto il permesso di proseguire il suo viaggio verso la Germania.
Il capitano Vian chiese istruzioni all'Ammiragliato ma il Primo Lord Churchill, in precedenza venuto a conoscenza che a bordo dell'Altmark si trovavano i prigionieri inglesi catturati a seguito degli affondamenti dovuti all'attività della Graf Spee, dette ordine di abbordarla: il Cossack si fece velocemente largo tra i ghiacci del fiordo per raggiungere la nave tedesca alla fonda e il capitano Dau, impossibilitato a fuggire, tentò una manovra per speronare il cacciatorpediniere inglese che tuttavia fallì e la nave si arenò tra gli scogli, permettendo, una volta immobilizzata, l'abbordaggio dei marinai inglesi che si impadronirono della nave, dopo un breve scontro che causò 7 morti e altrettanti feriti tra i tedeschi e nessuna vittima tra gli inglesi.
Una volta terminata l'azione i prigionieri furono liberati e trasferiti sulla nave inglese per essere rimpatriati mentre l'Altmark e il suo equipaggio furono internati in Norvegia in attesa di fare ritorno a loro volta in Germania.

## Cinematografia
- 1956 - La battaglia del Rio della Plata, The Battle of the River Plate, diretto da Michael Powell ed Emeric Pressburger